# Паяжината на Шарлот (филм, 1973)
Вижте пояснителната страница за други значения на Паяжината на Шарлот.
„Паяжината на Шарлот“ (на английски: Charlotte's Web) е анимационен филм от 1973 г., създаден по едноименния роман за деца на американския писател Е. Б. Уайт. Филмът, както и книгата, разказват историята на прасенцето Уилбър, спасено от заколване, благодарение на своята приятелка-паяк, умната Шарлот. Музикалната анимационна адаптация на Хана-Барбера и Sagittarius Productions е разпространявана в кината от Paramount Pictures, като премиерата е на 1 март 1973 г. Филмът е първият от единствените три пълнометражни анимации на Хана-Барбера, които не са базирани на популярните герои от телевизионните им анимационни сериали (другите два са „Песента на Хайди“, 1982, и „Имало едно време в гората“, 1993). Музиката и текстовете на песните във филма са дело на братята Шърман, които вече са автори на музиката към филми като „Мери Попинз“ (1964) и „Книга за джунглата“ (1967).
Анимационният филм „Паяжината на Шарлот“ се радва на дългогодишна популярност и положителни оценки от критиците . Създадено е и продължение, което Paramount пуска директно на видео – анимацията „Паяжината на Шарлот 2: Голямото приключение на Уилбър“ (Charlotte's Web 2: Wilbur's Great Adventure), чиято премиера в САЩ е на 18 март 2003 г. (световен разпространител е Universal).

## Сюжет
Във фермата на семейство Арабъл, дъщерята на фермера взема под своя закрила малкото прасенце Уилбър (озвучен от Хенри Гибсън), което баща ѝ се готви да заколи. По-късно то е изпратено на друго място, където отново намира подкрепа, сприятелявайки се с женския паяк Шарлот (озвучена от Деби Рейнълдс). За да не бъде Уилбър изяден, Шарлот изплита послания в мрежите си, с които убеждава стопаните, че той е забележително прасе.

## Саундтрак
1. „Chin Up“
2. „I Can Talk!“
3. „A Veritable Smorgasbord“
4. „Zuckerman's Famous Pig“
5. „We've Got Lots In Common“
6. „Mother Earth and Father Time“
7. „There Must Be Something More“
8. „Deep In The Dark/Charlotte's Web“